# Хомутляй (река)
Хомутля́й — река, правый приток Цны, протекает по территории Тамбовского района Тамбовской области в России. Длина реки — 6 км.
Название реки состоит из двух компонентов: мордовского ляй в значении «река, вода» и хомут — имеющего не совсем ясное происхождение, возможно татаро-монгольское.

## Описание
Хомутляй это лесная река с заболоченным руслом, начинающаяся из родника северо-восточнее урочища Хомутляй, на высоте примерно 150 м над уровнем моря. Генеральным направлением течения является запад. Между посёлками Тихий Угол и Клетки, напротив села Горелое, Хомутляй впадает в Цну на высоте 107 м над уровнем моря.